# Kammeltal
Kammeltal – miejscowość i gmina w Niemczech, w kraju związkowym Bawaria, w rejencji Szwabia, w regionie Donau-Iller, w powiecie Günzburg. Leży około 13 km na południowy wschód od Günzburga, nad rzeką Kammel.

## Demografia
| Rok  | Liczba mieszk. |
| ---- | -------------- |
| 1970 | 3 211          |
| 1987 | 3 082          |
| 2000 | 3 346          |

## Polityka
Wójtem gminy jest Christian-Konrad Wiesner, rada gminy składa się z 16 osób.
|      | BB Ettenbeuren-Egenhofen-Unterrohr | Einheitsliste Oberes Kammeltal | FWV Unteres Kammeltal | Razem |
| 2008 | 6                                  | 6                              | 16                    |       |
| 2002 | 7                                  | 4                              | 5                     | 16    |